# Caio Júlio Víndice
Caio Júlio Víndice (em latim Gaius Iulius Vindex; 25 d.C. - 68), chamado por vezes apenas de Vindex, foi um general romano do século I.

## Biografia
Víndice procedia de uma família nobre da Aquitânia que alcançou a classe senatorial graças ao imperador Cláudio. Víndice governou a província da Gália Lugdunense sob o reinado de Nero, e rebelou-se contra a política fiscal do imperador Nero em finais de 67 e princípios de 68, chegando a reunir cerca de cem mil homens. Segundo o historiador Dião Cássio, Víndice "era poderoso fisicamente e dotado de grande inteligência, experto em matéria bélica e atrevido para acometer qualquer grande empresa; ademais amava a liberdade e tinha uma grande ambição".
Com o objetivo de ganhar apoios, Víndice declarou a sua lealdade ao governador da província da Hispânia Tarraconense, Sérvio Sulpício Galba na sua carreira para o trono.
O governador da Germânia Superior, Lúcio Vergínio Rufo foi enviado para combatê-lo, mas acabou fazendo um acordo com ele para, unidos, marcharem sobre Roma, deporem o imperador e entregarem o poder a Galba, que governava a Tarraconense (Hispânia).
Mas, antes que o acordo fosse divulgado, as tropas de ambos entraram em luta. Numa batalha perto de Vesôncio (a atual Besançon), Víndice foi derrotado. Desesperado, Víndice matou-se, cortando a garganta com um punhal.
Em junho de 68, após o suicídio de Nero e a ascensão ao trono de Galba, este emitiu uma série de moedas nas quais elogiava a memória de Víndice.